# يوهانس فيبيغر
يوهانس أندرِيَاس غْريب فيبيغَر (بالدنماركية: Johannes Andreas Grib Fibiger)‏ (بالدنماركية: Johannes Andreas Grib Fibiger) ـ (23 أبريل 1867 ـ 30 يناير 1928) هو طبيب وأستاذ دنماركي مختص بعلم الأمراض التشريحي في جامعة كوبنهاغن. نال جائزة نوبل في الفسلجة أو الطب لعام 1926 «عن اكتشافه لدودة لولبية الجناح المسرطنة». برهن على إمكانية تسبب الدودة الخيطية التي أسماها «لولبية الجناح المسرطنة» (لكن اسمها الصحيح هو الغنجولية المورقة) بسرطان المعدة (سرطانة حرشفية الخلايا) في الجرذان والفئران. أُثبت لاحقًا أن نتائجه التجريبية قد بُنيت على استنتاجات خاطئة. وصف إيرلنغ نوربي، والذي شغل منصب الأمين الدائم للأكاديمية الملكية السويدية للعلوم وأستاذًا ورئيس قسم علم الفيروسات في معهد كارولنسكا، جائزة نوبل الممنوحة لفيبيغرعلى أنها «واحدة من أكبر الأخطاء التي اقترفها معهد كارولنسكا».
اكتشف فيبيغر، خلال فترة عمله في معهد علم الأمراض التشريحية في جامعة كوبنهاغن، نوعًا جديدًا من الديدان الخيطية في الجرذان البرية في عام 1907، وشكّ في تسبب هذه الديدان الخيطية بسرطان المعدة لدى هذه الجرذان. في عام 1913، أفاد فيبيغر بتمكنه من تحفيز حصول السرطان في الجرذان السليمة بواسطة هذه الديدان الخيطية. اعتُبر اكتشافه «كأعظم مساهمة في الطب التجريبي» في ذلك الوقت. في عام 1926، رُشّح فيبيغر لنيل جائزة نوبل في الفسلجة والطب إلى جانب كاتسوسابورو ياماغيوا، والذي حفز حصول السرطان من خلال طلاء السطح الداخلي لآذان الأرانب بقطران الفحم الخام في عام 1915. لم تُمنح جائزة عام 1926 لأي منهما، إذ اعتُبر كلاهما غير مستحقين لها. في السنة اللاحقة، اختير فيبيغر بشكل استعادي لنيل جائزة نوبل الخاصة بعام 1926.
بعد موت فيبيغر، أثبت مجموعة من الباحثين المستقلين عدم إمكانية الدودة الغنجولية المورقة في التسبب بالسرطان، وبينوا حصول الأورام والسرطانات في تجارب فيبيغر بسبب نقص فيتامين أ. كشفت عمليات إعادة تقييم بيانات أبحاث فيبيغر على أنه قد خلط بين الأورام غير السرطانية والأورام السرطانية. تُعتبر طريقته البحثية التي استعملها في بحوثه على بكتيريا الخُناق أساسًا لطريقة بحثية مهمة في الطب والتي تُعرف باسم التجربة السريرية المُنضبطة.

## سيرته الذاتية
وُلد فيبيغر في الدنمارك في مدينة سيلكيبورج، ميتييلاند. كان الولد الثاني لكل من كريستيان لودفيغ فيلهلم فيبيغر وإلفريد فيبيغر(اسم عائلتها الأصلي قبل الزواج هو مولر) كان والده طبيبًا محليًا في حين كانت والدته كاتبة ومؤلفة. سُمي بنفس اسم عمه، الذي كان قسًا وشاعرًا. يورجن نيس فيبيغر(1867-1836)، هو أخوه التوأم الذي يكبره بيوم واحد فقط والذي أصبح من المهندسين المدنيين المشهورين لاحقًا. توفي والده بسبب نزيف داخلي عندما كان عمره ثلاثة سنواتٍ فقط، انتقلت العائلة بعد ذلك إلى كوبنهاغن وأعالتهم والدته عن طريق الكتابة. أسست والدته أول مدرسة لتعليم الطبخ هناك، وهي مدرسة كوبنهاغن للطبخ.
دُعم فيبيغر لإكمال دراسته من قبل عمه الذي يحمل نفس اسمه.  نجح فيبيغر في امتحان القبول في الجامعة في عام 1883 وعمره 16 سنة والتحق بجامعة كوبنهاغن لدراسة علم الحيوان وعلم النبات. أعال نفسه بنفسه من خلال التدريس والعمل في مختبرات الجامعة. تخرج في عام 1883 وأكمل مشواره التعليمي بدراسته للطب وحصوله على شهادة طبية في عام 1890. عمل كطبيب في مستشفيات مختلفة لعدة أشهر، وبقي يدرس تحت إشراف روبرت كوخ وإميل أدولف فون بهرنغ في مدينة برلين. عمل كمساعد لكارل يوليوس سالومونسين في قسم علم البكتيريا التابع لجامعة كوبنهاغن في الفترة بين 1891 و1894. في عام 1894، انضم إلى الفيلق الطبي التابع للقوات البرية الدنماركية، وبقي يخدم في هذا الفيلق حتى عام 1897. أنهى إطروحته لنيل شهادة الدكتوراه خلال خدمته العسكرية والتي كانت بعنوان «بحثٌ في بكتيريولوجية الخُناق»، والتي مُنح درجة الدكتوراه على أساسها من قبل جامعة كوبنهاغن في عام 1895. أكمل بحثه المتعلق ببكتيريا الخُناق في مستشفى بليج دامز في كوبنهاغن، وذلك أثناء عمله فيها كطبيب مبتدئ. عُيّن كمُشرّح موجّه في معهد علم الأمراض التشريحي في جامعة كوبنهاغن. رُقّي كأستاذ في المعهد ومن ثم إلى مدير له في عام 1900. شغل أيضًا منصب مدير لمختبر الباكتريولوجيا السريرية العسكري في الفترة من 1890 إلى 1905، وكمدير للمختبر المركزي العسكري وكطبيب استشاري في الطبابة العسكرية في 1905. تُوفي فيبيغر في 30 يناير من عام 1928  نتيجة السكتة القلبية في مدينة كوبنهاغن.

## مُساهماته

### بحوث الخُناق
استند بحث فيبيغر خلال دراسته للدكتوراه على بكتيريا الخُناق. تمكن خلال فترة بحثه من تطوير طريقة ناجعة لإنماء البكتيريا في ظروف مختبرية. اكتشف وجود شكلين مختلفين (سلالتين) لبكتيريا العُصية الخُناقية (الوتدية الخُناقية) واللتان تُنتجان أعراضًا مُختلفة، ويُطلق عليهما الآن اسمي الخُناق الأنفي البلعومي والخُناق الجلدي، وصنع فيبيغر مصل دمٍ مُضادًا للمرض. اشتهر فيبيغر بسبب نظامه المنهجي البحثي؛ إذ تُعتبر تجربته، التي جرب فيها تأثير مصل الدم المضاد للخُناق على مجموعة من المرضى، أول تجربة سريرية مُنضبطة. أجرى هذه التجربة خلال فترة عمله كطبيب مُبتدئ في مُستشفى بليج دامز، إذ اختبر فعالية مصل الخُناق الذي صنعه على مئاتٍ (484) من المرضى. كما هو الحال في التجارب السريرية الحديثة، فصل فيبيغر المرضى المُتلقين للمصل عن أولئك الذين لم يتلقوه، ووجد أن عدد المرضى المتوفين كان أكبر في المجموعة التي لم تتلقى المصل من أولئك المُتلقين له. وُصفت منهجيته البحثية في مقالة في المجلة الطبية البريطانية في عام 1998 بالشكل التالي: 
تجربة فيبيغر في 1898»، هي أول تجربة سريرية يُستعمل فيها التوزيع العشوائي ويُؤكّد على كونه مبدأً منهجيًا بالغ الأهمية. ساهم هذا التقدم الرائد في المنهجية البحثية، مقرونة بعدد كبير من المرضى وتخطيطٍ وتنظيمٍ وتدوينٍ دقيق، في جعل هذه التجربة طفرةً نوعية في تاريخ التجارب السريرية.

### بحوثه في السرطان والطفيليات
وجد فيبيغر أورامًا في بعض الجُرذان البرية المجموعة من مدينة دوربات (تُعرف الآن باسم تارتو في إستونيا)، وذلك خلال دراسته لمرض السل في الفئران المختبرية في عام 1907. احتوت الجرذان المصابة بورم المعدة (ورم حليمي) على الديدان الخيطية وبيوضها، ووجد أن بعض الأورام كانت منتشرة في جسمها (سرطانية). افترض تسبب الديدان الخيطية بسرطان المعدة. بعد سنوات من التقصي، أثبت مختبريًا ضلوع الديدان الخيطية في تحفيز حصول سرطان المعدة. نشر اكتشافه في سلسلة من ثلاثة أوراقٍ بحثية، وقدمها في الأكاديمية الملكية الدنماركية للعلوم والآداب، وفي المؤتمر الدولي الثالث للبحوث السرطانية في بروكسل من السنة نفسها. كان يعلم بأن هذه الدودة الخيطية هي نوع جديد، فأطلق عليها مبدئيًا اسم «لولبية الجناح المسرطنة» في عام 1914. تناقش فيبيغر على التسمية مع هجلمار ديتلسفين، عالم الحيوان في متحف علم الحيوان التابع لجامعة كوبنهاغن، فخرجا باسم «لولبية الجناح (الغنجولية) المورقة» في عام 1914. راجع ديتلسفين الوصف مرة أخرى في عام 1918، وخرج بالتسمية النهائية السارية «الغنجولية المورقة»، لكن فيبيغر لم يستعمل التسمية العلمية الرسمية أبدًا، وأصر على استعمال تسميته «لولبية الجناح المسرطنة».
كانت تجربة فيبيغر هي الأولى من نوعها في إظهار مقدرة الديدان الطفيلية على التسبب بالسرطان، وعلى إمكانية تحفيز حصول السرطان (الورم) تجريبيًا.  دُعم اكتشافه بواسطة تجربتين للعالمين اليابانيين كويتشي إيتشيكاوا وكاتسوسابورو ياماغيوا في عام 1918. أثبت ياماغيوا وإيتشيكاوا على إمكانية تحفيز حصول السرطان في الأرانب؛ إذ أظهروا أنه من السهولة بما كان تحفيز حصول السرطان وذلك من خلال طلاء الطبقة الداخلية لآذان الأرانب بقطران الفحم. أثبتت مجموعة من التجارب المستقلة التأثير التحفيزي الذي يمتلكه قطران الفحم في التسبب بالسرطان في الفئران. ساهمت هذه الأدلة الداعمة في اعتبار عمل فيبيغر كطفرة نوعية في مجال الأبحاث السرطانية.

## حياته الشخصية
كان فيبيغر متزوجًا من ماتيلدا فيبيغر (1863-1954). كانت ماتيلدا ابنة عمته التي قدمت لمساعدة أمها في عملها في الفترة التي كان يدرس فيها الطب. تزوجا في 4 أغسطس من عام 1894. شُخّص فيبيغر بإصابته بسرطان القولون، ونال جائزة نوبل بعد شهرٍ من هذا. توفي بسبب نوبة قلبية في 30 يناير من عام 1928. خُلّد ذكره من خلال زوجته وطفليه الاثنين.